# The Last Five Years (musical)
The Last Five Years (En Español: Los Últimos Cinco Años) es un musical escrito por Jason Robert Brown. Se estrenó en el Chicago Northlight Theater en 2001 y para entonces  fue producido Off-Broadway en marzo del 2002. Desde entonces ha tenido numerosas producciones tanto en Estados Unidos como internacionalmente.
La historia explora una relación de cinco años entre Jamie Wellerstein, un novelista de ascenso, y Cathy Hyatt, una actriz batallando. El espectáculo utiliza una forma de storytelling en donde la historia del punto de vista de Cathy está contada en orden cronológico inverso (empezando la obra al final del matrimonio), y la historia del punto de vista de Jamie es contada en orden cronológico. Los personajes no interactúan directamente  a excepción de una canción cuando sus líneas temporales se cruzan.
The Last Five Years fue inspirado en el matrimonio fallido de Brown con Theresa O'Neill.
Una adaptación cinematográfica protagonizada por Anna Kendrick y Jeremy Jordan fue estrena en febrero de 2015.

## Números Musicales
Los estilos musicales varían entre un número de géneros musicales, incluyendo pop, jazz, y clásico, klezmer, latino, Rock, y Folk. La orquestación consiste de piano, guitarra, bajo eléctrico, dos cellos, celesta y campana tubular, y violín.
- "Still Hurting" - Cathy
- "Shiksa Goddess" - Jamie
- "See I'm Smiling" - Cathy
- "Moving Too Fast" - Jamie
- " I'm A Part of That" - Cathy
- "The Schmuel Song" - Jamie
- "A Summer In Ohio" - Cathy
- "The Next Ten Minutes" - Jamie y Cathy
- "A Miracle Would Happen/When You Come Home to Me" - Jamie/Cathy
- "Climbing Uphill/Secuencia de Audición" - Cathy
- "If I Didn't Believe in You" - Jamie
- "I Can Do Better Than That" - Cathy
- "Nobody Needs To Know" - Jamie
- "Goodbye Until Tomorrow/I Could Never Rescue You" - Jamie y Cathy

## Repartos Originales
| Personaje               | Chicago (2001)   | Off-Broadway (2002) | Off-Broadway (2013) | Adaptación en cine (2015) | West End (2016) | México (2016 - 2022) | Saltillo (2021)                        |
| ----------------------- | ---------------- | ------------------- | ------------------- | ------------------------- | --------------- | -------------------- | -------------------------------------- |
| Jamie Wellerstein       | Norbert Leo Butz | Norbert Leo Butz    | Adam Kantor         | Jeremy Jordan             | Jonathan Bailey | Diego Medel          | Arturo Morales Roberto Lozano          |
| Catherine "Cathy" Hyatt | Lauren Kennedy   | Sherie Rene Scott   | Betsy Wolfe         | Anna Kendrick             | Samantha Barks  | Aitza Teran          | Yari Freire Ailyn Durán Adriana Molina |